# Simon Cornelis Dik
Simon Cornelis Dik (Delden, 6 de setembro de 1940 - Holysloot, 1 de março de 1995) foi um linguista holandês, famoso pelo desenvolvimento da teoria da gramática funcional. Ele ocupou a cadeira de Linguística Geral na Universidade de Amsterdã entre 1969 e 1994. Durante esses 25 anos ele desenvolveu a teoria da gramática funcional, as bases pela qual tinha estabelecido em 1968 a sua dissertação sobre o assunto.
Dois anos antes da sua morte, Dick adoeceu. Até quando sua doença lhe permitiu, trabalhou no desenvolvimento da sua teoria até falecer, em 1995. A segunda parte do seu trabalho, A Teoria da Gramática Funcional, foi publicada postumamente em 1997.

## Obras
- A Teoria da Gramática Funcional (Parte I: A Estrutura da Oração), 1989 ISBN 90-6765-432-9
- A Teoria da Gramática Funcional (Parte II: Construções Complexas e Derivadas), 1997 ISBN 3-11-015404-8